# Miendierskoje
Miendierskoje (ros. Мендерское) – wieś (dieriewnia) w Rosji, w obwodzie kurgańskim, w rejonie biełozierskim. W 2010 liczyła 171 mieszkańców.